# Flavomeliturgula berangeriae
Flavomeliturgula berangeriae är en biart som beskrevs av Patiny 2002. Flavomeliturgula berangeriae ingår i släktet Flavomeliturgula och familjen grävbin. Inga underarter finns listade i Catalogue of Life.